# Trisateles fascialis
Trisateles fascialis là một loài bướm đêm trong họ Erebidae.